# Phyllopodopsyllus bermudae
Phyllopodopsyllus bermudae är en kräftdjursart som beskrevs av Willey 1935. Phyllopodopsyllus bermudae ingår i släktet Phyllopodopsyllus och familjen Tetragonicipitidae. Inga underarter finns listade i Catalogue of Life.